# Oxyethira rossi
Oxyethira rossi är en nattsländeart som beskrevs av Blickle och Morse 1957. Oxyethira rossi ingår i släktet Oxyethira och familjen smånattsländor. Inga underarter finns listade i Catalogue of Life.